# Sidneya
Sidneya, biljni rod iz porodice glavočika (Compositae) smješten u podtribus Helianthinae, dio tribusa Heliantheae.
Ovaj je rod opisan 2011. godine kada je revidirana klasifikacija podplemena Helianthinae. Uvedena su četiri novoopisana roda, Dendroviguiera, Gonzalezia, Heiseria i Sidneya.. Sidneya se sastoji od dvije vrste sa jugozapada Sjedinjenih Država i Meksika.

## Vrste
1. Sidneya pinnatilobata (Sch.Bip.) E.E.Schill. & Panero, Puebla, Oaxaca
2. Sidneya tenuifolia (A.Gray) E.E.Schill. & Panero, SAD (Novi Meksiko, Teksas); Meksiko (Chihuahua, Coahuila, Durango, Nayarit, Nuevo Leon, San Luis Potosi, Sonora, Tamaulipas, Zacatecas); Salvador.

## Sinonimi
Nema.